# Infante Dom Henrique
Die Infante Dom Henrique war ein portugiesisches Passagierschiff, das später als Kreuzfahrtschiff genutzt wurde.

## Geschichte

### Infante Dom Henrique
Die Infante Dom Henrique, benannt nach Heinrich dem Seefahrer, wurde von Cia Colonial, Lissabon, im Dezember 1957 bestellt. Die belgische Werft, die diesen Auftrag erhielt, hatte 1952 bereits die Vera Cruz und 1953 die Santa Maria gebaut. 
Am 29. April 1960 wurde das Schiff durch die Ehefrau des Reedereipräsidenten, Maria Theresa Soares da Fonseca getauft. 
Im Februar 1961 begannen die Testfahrten in der Nordsee. Hierbei traten starke Vibrationen zu Tage – hervorgerufen durch die Geometrie der Propeller. Aus diesem Grund wurden wenig später andere Propeller mit einer geänderten Geometrie eingebaut, mit denen keinerlei Probleme mehr auftraten.

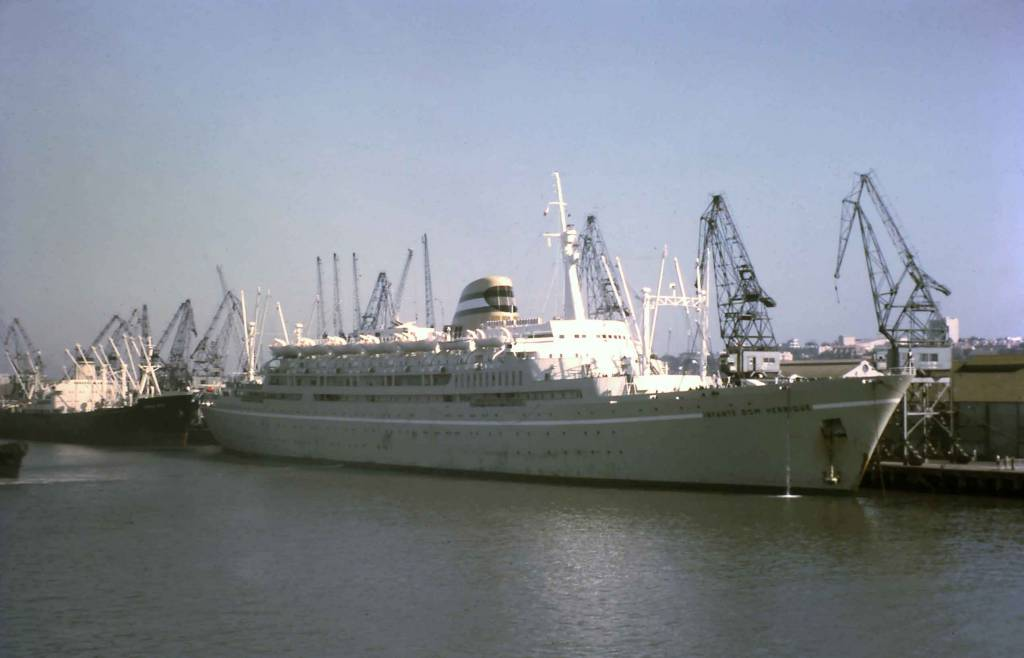
Die Infante Dom Henrique 1967

Die Ablieferung nach dem Komplettausbau und den Abnahmefahrten erfolgte am 21. September 1961 nach Lissabon, Portugal. Die Jungfernfahrt startete am 4. Oktober 1961 und führte von Lissabon über Funchal, Luanda, Lobito, Kapstadt, Lourenco Marques nach Beira.
Verglichen mit den früheren Schiffen, brachte die Reederei mit diesem Schiff radikale Änderungen während der Planung ein. Es sollte schon das futuristische Aussehen der Schiffe „von morgen“ besitzen. Man schwor u. a. den in den früheren Schiffen genutzten dunklen Holzverkleidungen und den Gartenverandas ab. Die verwendeten Verkleidungen entsprachen einem sehr modernistischen 1950er-Jahre-Stil mit viel Metall und Glas, Pastelltönen kombiniert mit starken dunklen Farbtönen.
Das Schiff bot 156 Passagieren in der 1. Klasse und 862 Passagieren in der Touristenklasse Platz. Dies war wiederum ein radikaler Wandel im Denken der Reederei, da typische Schiffe bisher immer auch eine 3. bzw. 4. Klasse hatten. Trotzdem gab es eine Touristenklasse A und B. Der einzige Unterschied war aber hier die Lage der Kabinen, die bei der Klasse A im Mittschiffsbereich und bei der Klasse B im Heck lagen. Das Schiff wurde sowohl bei 1.-Klasse- als auch bei Touristenklassen-Reisenden sehr populär.
1974 wurde der Name der Reederei in Cia Portuguesa de Transportes Maritimos geändert. Dies resultierte aus der Verschmelzung von zwei Reedereien. Anfang Januar 1976 wurde das Schiff in Lissabon außer Dienst gestellt, da es mit dem vorhandenen Stand nicht mehr gewinnbringend eingesetzt werden konnte.

### Hotelschiff
Nachdem das Schiff an Gabinete da Area de Sines (GAS) verkauft war, wurde es als Arbeiterunterkunft im Hafen von Sines eingesetzt. Dort gab es ein Fischerdorf, auf dessen Grund ein Industriekomplex erbaut wurde. Das Schiff bot hierfür eine permanente Unterbringung.
1977 wurde das Schiff für 10 Mio. US$ generalüberholt und im November 1977 als schwimmendes Hotel eröffnet. Dies brachte jedoch nicht den erwünschten Erfolg; das Schiff verkam mehr und mehr.

### Zweites Leben als Kreuzfahrtschiff
Die Nachrichten um den schlechten Zustand des Schiffes erreichten auch den in Lissabon ansässigen griechischen Schiffsmagnaten George Potamianos, einer der respektabelsten Schiffsbetreibers seiner Zeit. Dieser wollte das Schiff vom Grunde auf überholen lassen und es unter der Flagge von Panama bei Trans World Cruises einsetzen.
Da die Propeller in Sines entfernt worden waren, wurde das Schiff nach Lissabon geschleppt. Dort kam es im Februar 1988 an. Weiter ging es nach Nafsi in der Nähe von Piräus, Griechenland – wieder mit Schleppern verbracht, wo das Schiff für 50 Mio. US$ renoviert wurde. Die Kabinen des Schiffes wurden komplett erneuert und mit eigenen Bädern ausgestattet. Einige der früher genutzten Touristenklassenbereiche, die nun nicht mehr gebraucht wurden, boten Platz für neue Passagierkabinen und Bordboutiquen sowie ein obligatorisches Casino. Ebenfalls wurde die komplette Maschinenanlage überholt. Das Aussehen des Schornsteins wurde, bis auf die Außenbemalung, beibehalten. Im Gegensatz hierzu wurden einige Ladebäume entfernt und durch schmalere ersetzt. Zusätzlich wurde ein neuer Funkmast hinter dem Schornstein in der Nähe des Sportdecks ausgestellt. Es erfolgte die Umbenennung in Vasco da Gama.

### Neue Erfolge

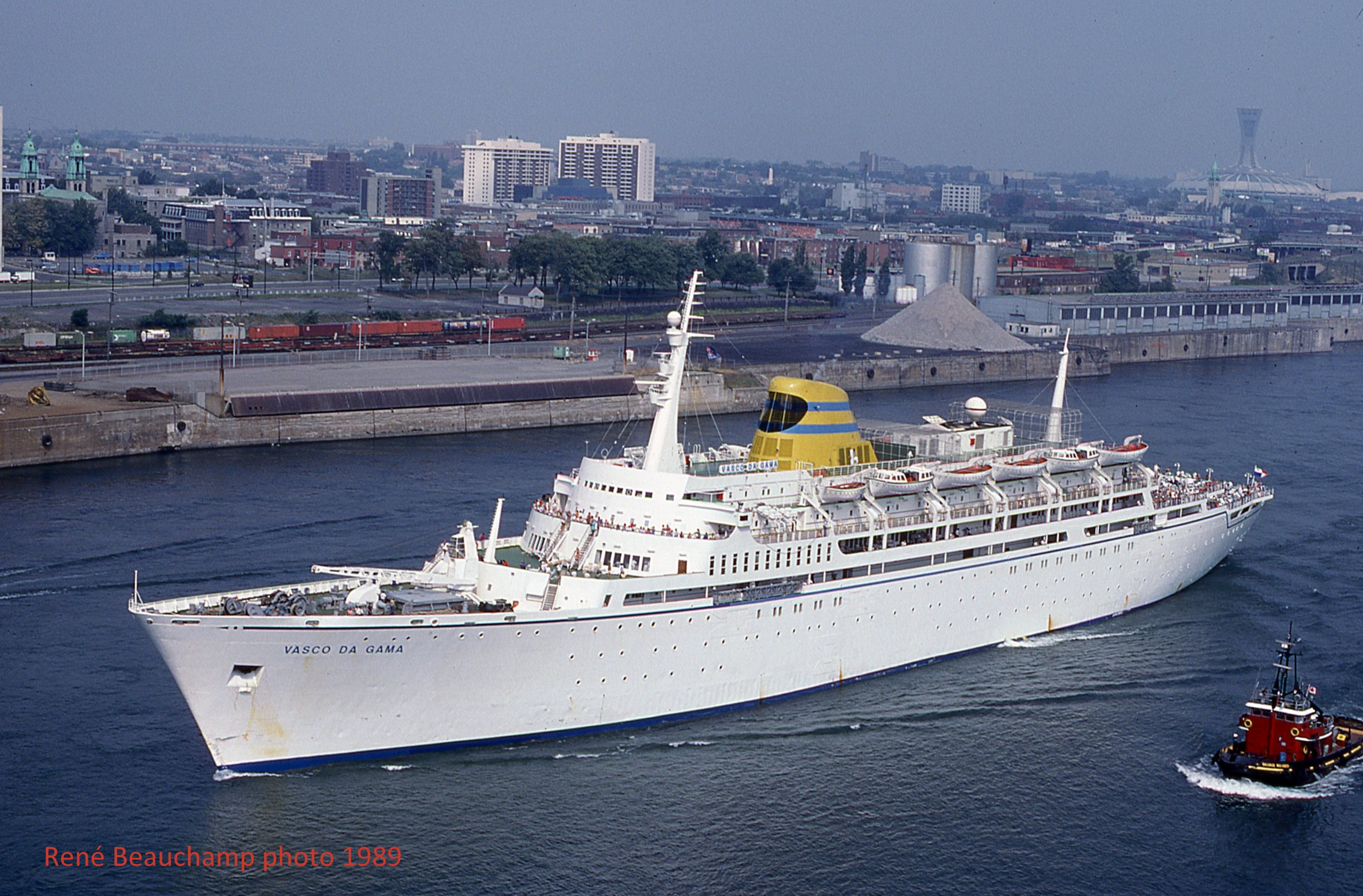
Die Vasco da Gama in Montreal, September 1989

Die neue Vasco da Gama wurde vom Deutschen Reiseveranstalter Neckermann Reisen für Kreuzfahrten ab Bremerhaven gechartert.
Als das Schiff am 4. Dezember 1988 in Lissabon lag, brach im Maschinenraum ein Feuer aus, welches erhebliche Schäden verursachte und eine eigenständige Rückfahrt unmöglich machte. Aus diesem Grund wurde es von Lissabon nach Bremerhaven zur Reparatur geschleppt, wo es am 17. Dezember 1988 eintraf. Nach der Beseitigung der Schäden, wurde das Schiff nach Genua überführt, von wo es am 7. Januar 1989 zu einer Kreuzfahrt rund um die Welt aufbrach. Die Route verlief über den Atlantischen Ozean nach New York, durch den Panamakanal und den Südpazifik nach Auckland, Wellington, Picton und Milford Sound/Piopiotahi in Neuseeland, bevor es durch die Tasmansee nach Australien ging. Am 7. März 1989 lief das Schiff in Sydney ein. Weiter ging die Reise nach Hobart in Tasmanien, dann Melbourne und um den Süden Australiens nach Albany. Dort legte das Schiff am 17. März an und fuhr dann weiter nach Fremantle, wo es am 18. März festmachte. Zurück ging es durch den Suezkanal nach Genua.
In der Folgezeit wurden weitere Kreuzfahrten angeboten, die meistens durch das Mittelmeer führten. Im Juni 1990 musste das Schiff wegen eines Schadens der Dampfturbine für 15 Tage in eine Werft nach Bremerhaven, um den Defekt zu beheben.

### SeaWind Crown
1991 startete das Schiff unter dem Namen SeaWind Crown zu einer Reihe von brasilianischen Kreuzfahrten für das US-amerikanische Seereise-Charterunternehmen SeaWind Cruises Lines. Die Fahrten dauerten eine Woche und führten Richtung Aruba über Curaçao, Caracas, Grenada, Barbados und St. Lucia. Diese Kreuzfahrten wurden ein großer Erfolg. Die Passagiere kamen meist aus Südamerika, aber auch aus den USA und Europa. Die Größe des Schiffes war für viele der Reisenden eine wohltuende Alternative zu den Riesenschiffen, die zu dieser Zeit durch die Karibik kreuzten.
Das Schiff trug trotz der Umbenennung am Bug weiterhin den bisherigen Namen Vasco da Gama – erst 1995 kaufte die SeaWind Cruises Lines das Schiff und ließ den Namen entfernen. Nun war dort auch der Name SeaWind Crown zu lesen. Die Kreuzfahrtrouten wurden leicht geändert und liefen nun über Antigua, Barbados, Guadeloupe und Dominica mit zwei Seetagen.
1997 verschmolzen die Reedereien SeaWind Cruises Lines und Dolphin Cruise Lines zur Cruise Holdings, Ltd. Beide Reedereien sollten trotzdem ihre Eigenständigkeit nach außen hin behalten. Wenig später wurde ein weiterer Betreiber, die Premier Cruise Line, in 
die Cruise Holdings, Ltd eingegliedert. Nun traten alle drei unter dem neuen Namen Premier Cruises, Inc auf. 
Die SeaWind Crown wurde im selben Jahr für die neuen Sicherheitsbestimmungen SOLAS zertifiziert. Dies erforderte den Umbau des vorderen Restaurants sowie der Konferenzräume und Kabinen, die in Bordshops umgebaut werden. Es wurden neue Kabinen in Besatzungsbereichen auf dem Atlantic Deck gebaut sowie Änderungen im Lido-Restaurant durchgeführt. Die Passagierkapazität wurde von 624 auf 728 erhöht. Die Außenhülle erhielt eine blaue Lackierung mit einem goldfarbenen Band. Der Schornstein wurde ebenfalls blau lackiert und mit dem Logo von Premier Cruises versehen.

### Probleme
Ende 1999 wurde der Basishafen von Aruba nach Puerto Vallarta verlegt. Von dort wurden wöchentliche Kreuzfahrten entlang der mexikanischen Riviera angeboten. Das Ergebnis war katastrophal: die Buchungen waren ein Desaster und stießen auf wenig Resonanz. Als Ergebnis zog man das Schiff wieder ab.
Danach wurde es von der spanischen Pullmantur Cruises für wöchentliche Mittelmeerkreuzfahrten ab Barcelona gechartert. Diese Einsätze waren sehr erfolgreich. Die Fahrten sollten fortgeführt werden, doch als das Schiff am 17. September 2000 in Barcelona festmachte, wurde es an die Kette gelegt, nachdem Premier Cruises Inc. nicht mehr in der Lage war, offene Rechnungen seiner Schiffe, darunter auch die in Charter von Pullmantur Cruises fahrende SeaWind Crown, zu begleichen. Die Besatzung blieb für sechs Monate an Bord und wurde während dieser Zeit von wohltätigen Organisationen mit Essen versorgt. Es fand sich keinerlei Käufer für das Schiff, so dass es nach einiger Zeit vom Liegeplatz am World Trade Centre Terminal im Hafen von Barcelona in ein Außenbecken geschleppt wurde. Dort wurde es außer Dienst gestellt.

### Das Ende
Im März 2002 wurde das Schiff offiziell stillgelegt und wurde, was es schon war, ein „totes Schiff“. Die Schornsteineinlässe wurden abgedeckt und die anderen übrigen Anlagen in den Sicherheitsmodus versetzt. Die Hafenbehörde von Barcelona kontrollierte regelmäßig das Schiff und gab es zur Auktion frei. Das größte Problem war, dass der Liegeplatz für Öltanker dringend gebraucht wurde. Anfang Dezember 2003 wurde das Schiff in Batumi, Georgien, registriert und in Barcelona umbenannt.
Am 28. Dezember 2003 verließ die Barcelona nach mehr als drei Jahren den Hafen von Barcelona und passierte am 12. Januar 2004 den Suezkanal. Im Februar 2004 traf sie in der Pan-Yu-Werft bei Guangzhou, China, zur Verschrottung ein.

## Deckübersicht
Bootsdeck
Dieses Deck erstreckte sich in den vorderen Schiffsbereichen – auf Steuer- als auch auf Backbord gelegen. Hier befanden sich zwei großartige Luxuskabinen sowie 36 Superior-Doppelkabinen und Einzelkabinen mit privatem Bereichen. Im vorderen Teil an der Haupttreppe war eine Schiffskapelle gelegen. Ein Swimmingpool für die 1. Klasse mit einer Bar fand man auf dem Sonnendeck. Oberhalb dieses Decks fanden die Passagiere der 1. Klasse einen Ort für sportliche Betätigungen.
A-Deck/Promenadendeck
Auf dieser Ebene konnten die Passagiere flanieren. Im vorderen Bereich war das Deck mit Fensterscheiben verkleidet. Die meisten öffentlichen Bordeinrichtungen waren auf diesem Deck zu finden. Im vorderen Teil war die 1.-Klasse-Hauptlounge, im weiteren Verlauf war die Lobby mit einer Statue des Seefahrers Infante Dom Henrique. Auf der Steuerbordseite befand sich die Bibliothek und der Leseraum – auf der Backbordseite fand man ein Schreibzimmer. Eine weitere Lounge war der Raucherraum und die Bar. Im hinteren Steuerbordbereich befand sich das Kinder-Spielzimmer, folgend mit dem Touristenklassen-Raucherraum und der Bar mit Swimmingpool und der Außenterrasse mit Bar.
B-Deck
Der vordere Teil beherbergte 58 1.-Klasse-Doppel- bzw. Einzelkabinen mit privaten Außenbereichen zur See. Weiter war hier der obere Bereich mit einigen Läden und der zweistöckigen 1.-Klasse-Lobby zu finden. Im Anschluss waren Touristenklassenkabinen, ebenfalls mit privaten Bereichen, zu finden. Im Heckbereich befand sich ein großer Ballsaal mit anschließender Bar auf Steuerbord und der Küche auf Backbordseite. Weiterhin gab es offene Decksbereiche, die sowohl für die 1. als auch Touristenklasse zugänglich sind. Eine Anzahl an Läden für die Touristenklasse war ebenfalls vorhanden.
C-Deck
Im vorderen Bereich war die Haupt-Lobby, das Zahlmeisterbüro und der Landgang. Hier war ebenfalls der Zugang zum 1.-Klasse-Bordrestaurant. Im Heck befand sich das Touristenklasserestaurant, das mehr als die doppelte Größe des 1.-Klasse-Restaurants besaß. Ebenfalls dort befand sich das Bordhospital.
D-Deck/E-Deck
Hier befanden sich die meisten Touristenklassenkabinen. Es gab sowohl Außen- als auch Innenkabinen.